# Ikarus 242
Az Ikarus 242 egy kísérleti autóbusz volt az 1960-as években. Mivel farmotoros volt, alacsonyabb padlószinttel rendelkezett, mint a 260-as típus. Sorozatgyártására mégsem került sor, mivel a kor gazdaságpolitikai irányelve értelmében csak egy típus fejlesztésére lehetett koncentrálni, ez pedig a 260–280-as család volt, annak ellenére, hogy a 242-es korának színvonalát meghaladó gyorsulási és fékezési képességekkel rendelkezett, a lipcsei vásáron pedig aranyérmes lett. A típusból csak a nullszéria készült el, melynek példányai közül egy darab a próbafutásokat követően egy szakközépiskola tulajdonába került.

## Műszaki jellemzők

### Működés
A busz tengelykapcsolója CSEPEL 082.10 típusú, Fichtel u. Sachs rendszerű, egytárcsás száraz kivitelű volt, melynek működtetése hidraulikus, mechanikus rásegítővel történt.
A sebességváltó az autóbusz rendeltetésétől függően lehetett HFGY ASH 048.11 típusú, négyfokozatú, szinkronizált, vagy HFGY ASH-70 típusú ötfokozatú, szinkronizált, illetve PRÁGA 2M 70 típusú hidromechanikus nyomatékváltó. Működtetésük mechanikus távkapcsolóval, illetve a PRÁGA 2M 70 típus esetén nyomógombos elektromos vezérléssel történt.
A kardántengely 8C-01 típusú, Hardy-Spicer rendszerű, tűgörgős ágyazású, vagy TGL-42.00-65 típusú, GEWES rendszerű volt.
Az első futómű egy EV-3000005/A3 típusú, hat tonna tengelyterhelésű, merev törzsű, ökölfejes tengelyből állt, amelyre 8,50–20-as keréktárcsák és 10.00–20-as futókerekek voltak szerelve.
A hátsó futómű MVG 018.12 típusú, tíz tonna tengelyterhelésű volt, melynek áttételi viszonyszáma gyors kivitelnél 5.41, lassú kivitelnél 6.56 volt. A futóműre 8,50–20-as keréktárcsákat és 10,00–20-as futókerekeket szereltek.
A fékrendszer kétkörös üzemi nyomólégfékből, rugóerőtárolós rögzítőfékből és kipufogólékből állt. A működtetéséhez szükséges levegőt egy TK-200 típusú légsűrítő szolgáltatta. A fékrendszer kellő hatásosságát Knorr rendszerű szerelvények biztosították (az autóbuszt külön rendelésre automatikus fékerőszabályozóval is elláthatták).
A CSEPEL 069.03 típusú, golyósmenetű hidraulikus rendszerű kormányművet az autóbusz hossztengelyével párhuzamosan a pedáltér alá szerelték be. A kormányművet és a csapágyazott kormányoszlopot kormánykardán kötötte össze. A kormánymű működtetéséhez szükséges energiát a motorra épített ZIL-130 típusú hidraulikus szivattyú biztosította.
Az autóbusz légrugózású volt. A tengelyek megvezetését gumiágyazású gömbcsuklós rudak biztosították. A mellső és hátsó futóművek 2-2 teleszkóprendszerű lengéscsillapítóval voltak felszerelve.
A busz fogyasztása 227 g/kWh, maximális sebessége 81 km/h, hegymászóképessége 22%-os, teljesítménytényezője pedig 9 kW/t volt.

### Felépítés
A busz szekrényváza rácsos önhordó szerkezetből, nagyrészt zárt négyszög keresztmetszetű hegesztett csőprofilokból állt. A teljes vázszerkezetet korrózióvédő bevonattal rendelkezett. A tető- és az oldallemez belső felületét zajszigeteléssel, a motortér válaszfalát hő- és zajszigeteléssel látták el. Az autóbusz belső borítása az oldalfalakon és a tetőn laminátos, polírozott farostlemez volt. A padlózatot, a lépcsők járó- és oldalfelületét, valamint a kerékdobokat műanyag borította. A külső fényezés, a színelőírás szerint, magasfényű beégetett festékkel történt. Az ajtóelrendezés 4-4-2-es volt.
Az autóbusz ülései acélcsővázasak voltak, s formahab párnázatú műbőrrel húzták be őket. Az utastér szellőzését három nagyméretű tetőszellőző, valamint eltolható oldalablakok biztosították. Az ablakok edzett, illetve ragasztott üvegből készültek, beépítésük profilgumi ágyazású volt. Az utastér fűtését a motor hűtővíz-rendszeréhez csatlakozó melegvizes ventilátoros fűtőkészülék biztosította. Az intenzívebb fűtéshez független beépítésű fűtőkészüléket is be lehetett szerelni szükség esetén. A szerelvények, tartozékok elhelyezésére szolgáló ládaterek kulcsos tüskezáras ajtóval rendelkeztek. Az álló utasok részére a mennyezeten hosszirányú kapaszkodósor és megfelelő számú függőleges kapaszkodócső állt rendelkezésre. A vezető számára a fényszűrős (rolós) napellenző és a szélvédő osztóprofiljára szerelt belső visszapillantó tükör szolgálta a biztonságos vezetést. A külső világítótestek, jelző berendezések, prizmák a közlekedés-biztonsági követelmények korabeli előírásainak megfeleltek.
Az elektromos berendezések, lámpák 24 V feszültséggel bírtak. Az autóbusz – rendeléstől függően – TR 681 típusú rádióval, Mikivox 3 típusú hangerősítővel, állványos vagy dugaszolható mikrofonnal volt felszerelhető. A műszerek egyedi kialakításúak és a légnyomásmérők kivételével elektromos rendszerűek voltak. Az egységes műszerfalon elhelyezett műszerek, kapcsolók és jelzőlámpák a vezetőnek a vezetőülésből kényelmes rálátást és kezelhetőséget biztosítottak.